# Jacob Schwartz
Jacob T. Schwartz, chiamato anche Jack Schwartz (9 gennaio 1930 – 2 marzo 2009), è stato un matematico e informatico statunitense noto come coautore di un importante testo sugli operatori lineari, come progettista del linguaggio SETL e del sistema MIMD Ultracomputer sviluppato presso la New York University.

## Studi e carriera
Ha ottenuto dal City College of New York il B. Sc. nel 1949 e dalla Yale University il M.A. nel 1949 e il Ph.D. nel 1951, con una dissertazione dal titolo Linear Elliptic Differential Operators con la supervisione di Nelson Dunford. 
Schwartz ha iniziato la sua attività professionale come istruttore di matematica a Yale e nel 1953 diventato assistant professor. Nel 1957 si è trasferito alla New York University (NYU) come associate professor e nel 1958 ha ottenuto la nomina a professore di computer science al Courant Institute of Mathematical Sciences della New York University.  
È stato eletto membro della National Academy of Science nel 1976 e membro della National Academy of Engineering nel 2000.
Le onorificenze da lui ottenuto includono: Sloane Fellow; Wilbur Cross Medal della Yale University; Townsend Harris Medal della City University di New York; Steele Prize della American Mathematical Society; Mayor's Medal per contributi alla scienza e alla tecnologia da New York City.

## Campi di ricerca
I suoi interessi di ricerca hanno toccato una quantità di campi. Nell'ambito matematico ha dato contributi alla teoria degli operatori lineari, alle algebre di von Neumann e alla teoria quantistica dei campi.
Nell'ambito dell'informatica si è occupato di elaborazioni in time-sharing, calcolo parallelo, progettazione e implementazione di linguaggi di programmazione, robotica, approccio insiemistico alla logica computazionale, sistemi per la verifica delle dimostrazioni e per la verifica dei programmi, strumenti per il multimedia authoring. Ha inoltre  affrontato studi sperimentali della percezione visiva e 
tecniche multimediali e basate su software di alto livello finalizzate all'analisi e alla visualizzazione dei dati bioinformatici.
È autore o coautore di 18 libri e di più di 100 fra articoli scientifici e rapporti tecnici.

## Opere
- Jacob T. Schwartz (1980): Ultracomputers, ACM Transactions on Programming Languages and Systems (TOPLAS), October 1980
- Nelson Dunford, Jacob T. Schwartz: Linear Operators,
  - Part I General Theory, Interscience Publishers (1958) ISBN 0-471-60848-3
  - Part II Spectral Theory, Self Adjoint Operators in Hilbert Space, Interscience Publishers (1963) ISBN 0-471-60847-5
  - Part III Spectral Operators, Interscience Publishers (1971) ISBN 0-471-60846-7